# Julian von Károlyi
Julian Julius von Károlyi  (ungar. Károlyi Gyula; * 31. Januar 1914 in Lučenec, Königreich Ungarn; † 1. März 1993 in München) war ein deutscher Pianist ungarischer Herkunft.

## Leben
Julian von Károlyi entstammt dem Geschlecht Károlyi von Nagykároly, das zu den ältesten ungarischen Adelsfamilien gehört. 
Er hatte als Kind Klavierunterricht bei Louis Akom, einem bekannten Budapester Organisten, und machte rasch künstlerische Fortschritte. Bereits 1926 debütierte er in Budapest mit großem Erfolg und spielte das Es-Dur-Konzert von Mozart. Dadurch gewann er das Interesse von Béla Bartók, der ihn an die berühmte Klavierpädagogin Margit Varró (1881–1978) empfahl, die seine weitere Ausbildung leitete.
Später studierte er bei Joseph Pembaur in München, von 1927 bis 1930 als Gewandhaus-Stipendiat bei Max von Pauer am Leipziger Konservatorium, 1931 bei Alfred Cortot in Paris und schließlich von 1932 bis 1934 bei Ernst von Dohnányi an der Franz-Liszt-Musikakademie in Budapest.
1929 gab er in London seinen ersten öffentlichen Klavierabend, 1930 unternahm der Bassist Fedor Schaljapin mit ihm als Begleiter eine großangelegte England-Tournee.
Seinen internationalen Durchbruch markierte ein überaus erfolgreicher Klavierabend in der Royal Albert Hall in London. Ab 1934 konzertierte er regelmäßig und spielte unter den prominentesten Dirigenten und Orchestern, u. a. in Berlin, Paris, London, Budapest, Prag, Warschau, Stockholm, Helsinki, Riga, den USA (seit 1951), in Südamerika, dem nahen und fernen Osten und in fast allen großen deutschen Städten.
Anfang der 1940er Jahre ließ sich Julian von Károlyi dauerhaft in München nieder, wo er in der Nibelungenstraße 12 wohnte. 1956 nahm er die deutsche Staatsbürgerschaft an. Ab 1972 hatte er eine Professur an der Hochschule für Musik Würzburg inne.

## Repertoire
Julian von Károlyi verfügte über eine glänzende Technik und war einer der größten Virtuosen seiner Zeit. Bekannt wurde er insbesondere mit der Einspielung und Interpretation der Klavierwerke von Frédéric Chopin, Franz Liszt und Sergej Rachmaninow, die er ab 1943 bis in die frühen 1950er Jahre für die Deutsche Grammophon und in den Jahren 1958 bis 1960 für Electrola aufnahm. Bei Aufnahmen von Werken für Klavier und Orchester arbeitete er dabei mit Dirigenten wie Edmund Nick, Hans Rosbaud, Robert Heger, István Kertész und Gilka Zdravkovic zusammen. Deutsche Rundfunksender nahmen mit Károlyi in den 1950er Jahren eine Reihe von Werken auf, darunter auch Debussy, Dohnányi und Kodály.

## Preise
- 1929, Berlin: Mendelssohn-Preis
- 1932, Warschau: Chopin-Preis
- 1933, Budapest: Liszt-Preis